# はじめ企画
はじめ企画（はじめきかく）は、日本のアダルトビデオメーカー。監督のはじめを中心に作品を制作。キャッチフレーズは『素人女性がHなゲームに挑戦!』
ナンパや盗撮がほとんどだった素人ものAVに、クイズやゲームへの出演（+罰ゲーム）という作風を定着させた。
単体作品も1本だけリリースしている。

## 略歴
2002年4月、ソフト・オン・デマンドのグループメーカーとして発足したが、2004年6月からはアウトビジョン（北都）に販売を委託している。
初期の作品（マジックミラー号が舞台となっているものもある）は代表作「おっぱいコピー」シリーズのように、ドキュメンタリー色の強いタッチと同時にプロダクション所属かどうか判明がつかない出演者が多く、はじめ企画といえば素人企画の代名詞でもあった。
アウトビジョングループの外部メーカーとなってからは完全にデザインされた作風となり、あまり名の通っていない女優を素人っぽく演出して「彼女なら！彼氏のち○ぽ当ててみろ!!」や「親友をエロビデオに売ってみませんか!!」などのシリーズやテレビ番組を基にした作品（姫TVのコーナーであったクイズタイム小学生を再現）のようなバラエティ色の強い素人参加企画をウリとしているが、内容は年々過激さ（バラエティー番組ではありえない対決）を増している。
現在中心となるシリーズは特に決まっていないものの、「彼女なら!彼氏のち○ぽ当ててみろ!!」以降「寝取り」「寝取られ」をテーマにした作品が目立っている。
AVグランプリ2009の素人作品部門において、『彼ちんスペシャル！！カップルなら！彼氏のチ○ポ彼女のマ○コ当ててみろ！！2』で優勝賞を受賞。

## 主なシリーズ
- ビキニ娘をGETしてゲームして本番しちゃいました!!（2015年）
- 乳首が見えたら罰ゲーム!（2011年-2015年）
- 彼女なら!彼氏のち〇ぽ当ててみろ!!（2004年-2015年）
- 素人おっぱいコピー。（2011年-2016年）
- 一般男女モニタリングシリーズ（2019年-）
- オッパイの重さ量らせてくれませんか?（2019年-）
- 固定バイブだるまさんが転んだ（2016年-）
- ノーパンスウェット染みたら負けよ電マ濡れ我慢対決（2016年-）
- 親友対決!固定ディルド腰ふり競争1000回ふらなきゃ帰れまセン!!（2016年-）
- 超振動アクメバイク 1分間に3万8000回転以!!イクイク悶絶フィットネスでデカ尻人妻たちがイキ我慢できたら賞金ゲット!!（2019年-）
- 夫婦で挑戦!○○の凄テクで夫が2回イカされたら妻が寝取られナマ中出しSEX!（2014年-）[4]